# Gouvernement Fico III
République slovaque
Fico II Pellegrini
Le gouvernement Fico III (en slovaque : Tretia vláda Roberta Fica) est le gouvernement de la République slovaque du 23 mars 2016 au 22 mars 2018, durant la septième législature du Conseil national.

## Historique du mandat
Dirigé par le président du gouvernement social-démocrate sortant Robert Fico, ce gouvernement est initialement constitué et soutenu par une coalition entre SMER – social-démocratie (SMER-SD), le Parti national slovaque (SNS), Most-Híd et SIEŤ,,. Ensemble, ils disposent de 81 députés sur 150, soit 54 % des sièges du Conseil national.
Il est formé à la suite des élections législatives du 5 mars 2016.
Il succède donc au gouvernement Fico II, constitué et soutenu par la seule SMER-SD.

### Formation
Au cours du scrutin, la SMER-SD perd la majorité absolue dont elle bénéficiait depuis 2012. Elle rassemble toutefois un tiers des sièges du Conseil national, sept partis se partageant les 101 mandats restant. Fico constitue rapidement une alliance à quatre, s'associant aux nationalistes du SNS, aux sociaux-libéral de Most-Híd et aux centristes de SIEŤ. Il est investi pour un troisième mandat le 23 mars, égalant le nombre de cabinets constitués par Vladimír Mečiar.
L'équipe gouvernementale compte 14 membres, dont trois vice-présidents, deux femmes et cinq indépendants. Le SNS notamment n'a désigné que des ministres n'appartenant pas au parti. Des piliers de l'équipe précédente comme le ministre de l'Intérieur Robert Kaliňák, le ministre des Finances Peter Kažimír et le ministre des Affaires étrangères Miroslav Lajčák sont confirmés. De retour au sein de l'exécutif, la ministre de la Justice Lucia Žitňanská a déjà occupé ce poste par deux fois, sous des majorités de centre droit.
Très rapidement, du fait de sa mauvaise performance électorale, SIEŤ se désagrège et en six mois il ne compte plus que deux députés. Fico opère alors un ajustement gouvernemental et confie le ministère des Transports à Most-Híd, qui a récupéré la moitié des parlementaires du parti centriste.

### Succession
Le gouvernement connaît une grave crise en mars 2018, à la suite de l'assassinat de Ján Kuciak. Après le départ du ministre de la Culture Marek Maďarič puis l'annonce de celui de Robert Kaliňák, c'est Robert Fico qui remet sa démission le 15 mars. Le président de la République Andrej Kiska charge aussitôt le vice-président du gouvernement Peter Pellegrini de constituer un nouvel exécutif.

## Composition
- Les nouveaux ministres sont indiqués en gras, ceux ayant changé d'attributions en italique.

| Portefeuille                                                              | Nom | Nom | Parti    |
| ------------------------------------------------------------------------- | --- | --- | -------- |
| Président du gouvernement                                                 |     | Robert Fico                                                                                             | SMER-SD  |
| Vice-président du gouvernement Chargé des Investissements et du Numérique |     | Peter Pellegrini                                                                                        | SMER-SD  |
| Vice-président du gouvernement Ministre de l'Intérieur                    |     | Robert Kaliňák                                                                                          | SMER-SD  |
| Vice-présidente du gouvernement Ministre de la Justice                    |     | Lucia Žitňanská                                                                                         | Most-Híd |
| Ministre des Finances                                                     |     | Peter Kažimír                                                                                           | SMER-SD  |
| Ministre des Affaires étrangères et européennes                           |     | Miroslav Lajčák                                                                                         | Sans     |
| Ministre de l'Économie                                                    |     | Peter Žiga                                                                                              | SMER-SD  |
| Ministre des Transports, des Travaux publics et du Développement régional |     | Roman Brecely (jusqu'au 31/08/2016)                                                                     | SIEŤ     |
| Ministre des Transports, des Travaux publics et du Développement régional |     | Árpád Érsek                                                                                             | Most-Híd |
| Ministre de l'Agriculture et du Développement rural                       |     | Gabriela Matečná                                                                                        | Sans     |
| Ministre de la Défense                                                    |     | Peter Gajdoš                                                                                            | Sans     |
| Ministre du Travail, des Affaires sociales et de la Famille               |     | Ján Richter                                                                                             | SMER-SD  |
| Ministre de l'Environnement                                               |     | László Sólymos                                                                                          | Most-Híd |
| Ministre de l'Éducation, de la Science, de la Recherche et des Sports     |     | Peter Plavčan (jusqu'au 31/08/2017) Gabriela Matečná (intérim) Martina Lubyová (à partir du 13/09/2017) | Sans     |
| Ministre de la Culture                                                    |     | Marek Maďarič (jusqu'au 07/03/2018) Peter Pellegrini (intérim)                                          | SMER-SD  |
| Ministre de la Santé                                                      |     | Tomáš Drucker                                                                                           | Sans     |